# رشيد عز الدين
رشيد عز الدين (بالفرنسية: Rachid Azzedine)‏ (مواليد 24 سبتمبر 1982) هو ملاكم فرنسي، مثّل بلاده في الألعاب الأولمبية الصيفية 2012.

## روابط خارجية
رشيد عز الدين على موقع بوكس ريك (الإنجليزية) (registration required)
- رشيد عز الدين على موقع أوليمبيديا (الإنجليزية)
- رشيد عز الدين على موقع اللجنة الأولمبية الفرنسية (مؤرشف) (الفرنسية)